# Le Bar-sur-Loup
Le Bar-sur-Loup (do leta 1961 Le Bar), je naselje in občina v jugovzhodnem francoskem departmaju Alpes-Maritimes regije Provansa-Alpe-Azurna obala. Ima okoli 3.000 prebivalcev.

## Geografija
Kraj leži v pokrajini Provansi ob reki Loup, 10 km severovzhodno od Grassa.

## Administracija
Le Bar-sur-Loup je sedež istoimenskega kantona, v katerega so poleg njegove vključene še občine Caussols, Châteauneuf-Grasse, Courmes, Gourdon, Opio, Roquefort-les-Pins, Le Rouret,  Tourrettes-sur-Loup in Valbonne z 31.333 prebivalci.
Kanton je sestavni del okrožja Grasse.

## Pobratena mesta
- Poquoson (Virginija, ZDA);